# نظرية الوصم
تصف نظرية الوصم كيفية تأثر وتحدد سلوك الأفراد وهويتهم الذاتية بالمفردات المستخدمة في وصفهم وتصنيفهم. ترتبط نظرية الوصم بمفاهيم النبوءة ذاتية التحقق والقوالب النمطية الاجتماعية. ترى نظرية الوصم أن الانحراف ليس متأصلًا بالفعل، وتركز على ميل الغالبية لوصم الأقليات أو الذين ينحرفون عن القواعد الثقافية المعيارية بشكل سلبي. كانت هذه النظرية بارزة في ستينيات وسبعينيات القرن الماضي، وطُورت بعض النماذج المعدلة منها ومازالت شائعة حتى الآن. تعرف وصمة العار بأنها وصم سلبي للغاية يغير مفهوم الذات والهوية الاجتماعية عند الفرد.
ترتبط نظرية الوصم عن كثب بالبناء الاجتماعي والتحليل التفاعلي الرمزي. طورت نظرية الوصم على يد علماء الاجتماع في ستينيات القرن الماضي. أثر كتاب هوارد سول بيكر «الغرباء» بشكل كبير في تطور هذه النظرية وشهرتها.
ترتبط نظرية الوصم بمجال الجريمة وغيره من المجالات. مثلًا؛ نظرية الوصم المتعلقة بالمثلية الجنسية. كان ألفرد كنزي وزملاؤه الدعاة الرئيسيين للفصل بين دور «المثلي جنسيًا» والأفعال التي يقوم بها، كفكرة أن الذكر ذو التصرفات الأنثوية هو بالتأكيد مثلي الجنس. يلعب الوصم دورًا أيضًا في الأمراض العقلية وهو ما تخصص به توماس ج. شيف. لا يشير الوصم إلى أفعال إجرامية وإنما إلى أفعال غير مقبولة اجتماعيًا ناتجة عن المرض العقلي.

## الأساس النظري
يعود أصل نظرية الوصم إلى كتاب «الانتحار» لعالم الاجتماع الفرنسي إميل دوركهايم، الذي وجد أن الجريمة ليست انتهاكًا للقانون الجنائي بقدر ماهي اعتداء على المجتمع. كان دوركهايم أول من اقترح أن الوصم المتعلق بالانحراف يلبي تلك الوظيفة ويشبع حاجة المجتمع للتحكم بالسلوك.
افترض جورج هربرت ميد، باعتباره مساهمًا في «البراغماتية الأمريكية» وعضوًا في مدرسة شيكاغو، أن الذات تُبنى اجتماعيًا ويعاد بناؤها عبر التفاعل بين الفرد والمجتمع. تقترح نظرية الوصم أن الناس يحصلون على ألفاظ الوصم من خلال منظور الآخرين لنزعاتهم وسلوكهم. يكون كل فرد واعيًا بآلية حكم الآخرين عليه لأنه اختبر عدة أدوار ووظائف في التفاعلات الاجتماعية وكان قادرًا على قياس ردود الفعل الاجتماعية تجاهها.
نظريًا، يبني هذا مفهومًا شخصيًا للذات، ولكن حين يقتحم الآخرون حياة الفرد، يصبح ذلك بيانات «موضوعية» متماثلة عند الأفراد الآخرين ما قد يتطلب إعادة تقييم مفهوم الذات اعتمادًا على مصداقية أحكام الآخرين. يحكم أفراد العائلة والأصدقاء بشكل مختلف عن حكم الغرباء. الأفراد الأهم تمثيلًا في المجتمع كأفراد الشرطة أو القضاة ربما يكونون قادرين على إعطاء الأحكام الأكثر اعتبارًا. إذا كان الانحراف فشلًا في الامتثال لقواعد باقي أفراد الجماعة، فإن ردة فعل الجماعة هي وصم الشخص بأنه أساء لقواعدهم السلوكية الاجتماعية والأخلاقية. تتمثل قوة الجماعة: بوسم الاعتداءات على قواعدها بالانحراف، ومعاملة الأشخاص المسيئين بشكل مختلف عن باقي أفراد الجماعة اعتمادًا على خطورة الانتهاك الذي قاموا به. كلما زاد اختلاف المعاملة، تأثرت صورة الذات عند الفرد.
لا تهتم نظرية الوصم كثيرًا بالأدوار العادية التي تحدد حياتنا وإنما بالأدوار الخاصة التي يقدمها المجتمع للسلوك المنحرف، وتسمى الأدوار المنحرفة أو الوصمة الاجتماعية. الدور الاجتماعي هو مجموعة من التوقعات في أذهاننا حول سلوك ما. وهي ضرورية لتنظيم وعمل أي جماعة أو مجتمع. نتوقع من ساعي البريد على سبيل المثال أن يلتزم القيام بأدوار محددة تخص عمله. «الانحراف» بالنسبة لعالم الاجتماع لا يعني الخطأ الأخلاقي وإنما السلوك الذي يُدان من قبل المجتمع، سواء كان عملًا إجراميًا أو غير إجرامي.
وجد الباحثون أن الأدوار المنحرفة تؤثر بشدة على رؤيتنا لهؤلاء الذين يحملون هذه الأدوار. وتؤثر أيضًا على رؤية المنحرف لنفسه وعلاقته بالمجتمع. يرتبط الدور المنحرف والوصم الاجتماعي بهم كشكل من العار الاجتماعي. يوجد دومًا شكل من أشكال «التلوث» أو الاختلاف كسمة متجذرة في السلوك المنحرف. يستخدم المجتمع أدوار العار هذه ليتحكم ويحد من السلوك المنحرف: «إذا مارست هذا السلوك ستصبح فردًا من تلك المجموعة».
أما ما إذا كان انتهاك قاعدة معينة سيجلب العار، فهذا يعتمد على أهمية القاعدة الأخلاقية أو غير الأخلاقية التي ينتهكها السلوك. تعتبر الخيانة الزوجية مثلًا انتهاكًا لقاعدة غير رسمية أو جريمة اعتمادًا على وضع الزواج والأخلاقيات والدين في المجتمع. في معظم الدول الغربية، لا تعد الخيانة الزوجية جريمة، لكن وصم الخيانة قد يكون ذو آثار غير محمودة وغير شديدة. بينما يكون الزنا في الدول الإسلامية جريمة وقد يؤدي إثبات الخيانة الزوجية إلى عواقب شديدة على المتورطين فيه.
تنتج وصمة العار عن قوانين وضعت لمكافحة السلوك. فمثلًا، تؤدي القوانين التي تحمي العبودية وتجرّم المثلية إلى نشوء أدوار منحرفة ترتبط بهذه السلوكيات. سيُعتبر من ينتهك هذه القوانين أقل إنسانية وموثوقية. الأدوار المنحرفة مصدر للقوالب النمطية السلبية التي تميل لدعم رفض المجتمع للسلوك.

### جورج هربرت ميد
جورج هربرت ميد أحد مؤسسي التفاعلية الاجتماعية. ركز على العمليات الداخلية التي يركب من خلالها العقل صورة الذات. في كتابه العقل والذات والمجتمع عام 1934، بين ميد كيف يتعرف الأطفال على الأشخاص أولًا ولاحقًا يتعرفون على الأشياء. تبعًا لميد، التفكير عملية اجتماعية وواقعية تتمثل في نموذج محادثة بين شخصين يناقشان حلًا لمشكلة. المفهوم المركزي عند ميد هو الذات وهو الجزء من شخصية الفرد المكون من الوعي الذاتي وصورة الذات. تُبنى صورة الذات من خلال أفكارنا حول ما نظنه رأي الآخرين بنا. بينما نهزأ من الذين يحدثون أنفسهم علانية، فإن هؤلاء قد فشلوا فقط في إخفاء هذه المحادثات الداخلية التي نجريها جميعًا. السلوك الإنساني حسب قول ميد، هو نتيجة للمعاني التي ينشئها التفاعل الاجتماعي في المحادثات الواقعية والتخيلية.

### توماس شيف
توماس ج. شيف أستاذ فخري في قسم علم الاجتماع في جامعة كاليفورنيا سانتا باربارا، نشر كتاب «أن تكون مريضًا عقليًا: نظرية في علم الاجتماع» في عام 1966. وفقًا لشيف، للمجتمع نظرته حول الناس المصابين بالمرض العقلي. يقول شيف إن كل الأفراد في المجتمع يتعلمون الصورة النمطية للمرض العقلي عبر التفاعلات الاجتماعية العادية. يتعلم الناس منذ الطفولة استخدام مفردات مثل «مجنون» و«معتوه» و«مخبول» ويربطونها بالسلوكيات المضطربة. يساهم الإعلام أيضًا في هذا التحيز ضد المرضى العقليين عبر ربطهم بالجرائم العنيفة. يعتقد شيف أن المرض العقلي وصم يعطى لشخص ذو سلوك بعيد عن القواعد الاجتماعية في المجتمع ويعامل كانحراف اجتماعي. حين يعطى الشخص وصم «المريض عقليًا» يتلقى مجموعة من الاستجابات الموحدة من المجتمع، تكون سلبية في طبيعتها عمومًا. تفرض هذه الاستجابات المجتمعية على الشخص أن يأخذ دور المريض عقليًا، فتصبح العمليات الداخلية عنده موافقة لذلك. عندما يأخذ الفرد دور المريض عقليًا، يصبح الوصم هويته المحورية، فيصبح مريضًا عقليًا بشكل ثابت. المرض العقلي المزمن وفقًا لذلك، هو دور اجتماعي، وردّ الفعل الاجتماعي هو العامل المحدد الأكثر أهمية في دخول الشخص في الإزمان. وفقًا لشيف، يعزز تحويل الأفراد إلى المصحات العقلية هذا الدور الاجتماعي ويجبر الفرد على أخذ هذه النظرة الذاتية. حين يُحوَل الشخص للمصحة النفسية نتيجة إصابته بمرض عقلي، يصبح موصومًا بالجنون ويُجبر على أن يكون فردًا من مجموعة اجتماعية منحرفة. يصبح بعد ذلك من الصعب على ذلك الشخص المنحرف أن يعود للحالة الوظيفية السابقة، إذ إن وصم المرض العقلي جعل تقييمات الآخرين له وتقييمه لنفسه سلبيًا.

### وصم «المجرم»
كتطبيق على هذه الظاهرة، تفترض النظرية أن الألقاب التي تطلق على الأفراد تؤثر على سلوكهم. وبالتحديد، يعزز تطبيق الألقاب السلبية مثل «مجرم» أو «جانٍ» السلوك المنحرف، لتصبح هذه الألقاب نبوءة ذاتية التحقق. فمثلًا، الفرد الذي يوصم لا يملك سوى خيار الامتثال للمعنى الأساسي للحكم الذي أطلق عليه. وبالتالي، تفترض نظرية الوصم إمكانية منع الانحراف الاجتماعي عبر الحد من ردود الفعل الواسمة بالعار الاجتماعي، الصادرة عن مطلقي ألفاظ الوصم، واستبدالها بالرفض الأخلاقي مع التسامح. تؤكد النظرية على إصلاح المجرمين عبر تغيير الوصم. تتضمن سياسات منع الجرائم في هذا السياق برامج تمكين العميل، والوساطة، والتعويض، والمصالحة بين الضحية والجاني «العدالة التصالحية»، والتقويم. تتضمن الخيارات البديلة للسجن «التحويل». اتُهمت نظرية الوصم بأنها تعزز استخدام تطبيقات غير عملية، وانتقدت بأنها عاجزة عن شرح الانتهاكات الاجتماعية الخطيرة.

## اقرأ أيضاً
- وصمة